# Alvex
Alvex ( (рус.) альвекс) — набор компонентов для Alfresco, расширяющий возможности платформы в области управления бизнес-процессами, проектами и кейсами.
Исходный код Alvex открыт, все компоненты выложены на Github. Официальную поддержку на коммерческой основе предоставляет российская компания ITD Systems.
Система разработана с использованием Java и Java Script.

## История создания

### Alvex 1.2
Версия Alvex 1.2 является одним из первых в России решений на базе открытой платформы Alfresco. Она включает в себя инструменты для управления корпоративным контентом (ECM), социальным контентом (SCM) и бизнес-процессами (BPM). Эту версию можно считать первым полноценным продуктом, так как версии 1.0 и 1.1 носили пилотный характер и были доступны только ограниченному числу партнеров.
Версия Alvex 1.2 позволяла создавать динамические бизнес-процессы, связывать процессы и задачи между собой и создавать оргструктуру компании.

### Alvex 1.3
В Alvex 1.3 впервые появились реестры документов. Основные нововведения версии Alvex 1.3:
- ролевая модель для оргструктуры пользователей
- управление документами — реестры документов с регистрацией и присвоением номеров, подключением справочников
- типовые бизнес-процессы
- оперативная отчетность о собственных задачах и задачах подчиненных

### Alvex 1.4
Основные нововведения версии Alvex 1.4:
- отчеты и аналитика, которые демонстрируют текущее состояние работы команды
- дерево связанных процессов в наглядном виде
- история бизнес-процессов для документа
- возможность синхронизации оргструктуры со сторонними серверами: Active Directory, OpenLDAP, Oracle Directory Server.
- справочники

### Alvex 2.0
Эта версия сохраняет все возможности Alvex 1.х, но привносит набор новых возможностей.
Основные нововведения Alvex 2.0.
- сайты проектов
- обновления в управлении задачами и процессами
- интеграция бизнес-процессов и проектов

Alvex 2.0 поддерживается на Alfresco Enterprise 4.1, Alfresco One 4.2, Alfresco Community 4.2.d, 4.2.e, 4.2.f.

### Alvex 2.1
Финальная версия Alvex как единого решения. Добавляет в Alvex компонент управления справочниками и устраняет ошибки, найденные в прошлых версиях.

### Alvex 3.0
Alvex разделен на компоненты, единого решения больше нет. Все части продукта открыты и выложены на Github.

## Решения

### Адаптивное управление кейсами
Кейсом называется непредсказуемый процесс, в качестве признаков которого выступают следующие характеристики.
- В начале проекта невозможно его описать пошагово, так как известны только ориентировочные контрольные точки.
- Планированию поддаются только ближайшие этапы проекта.
- В процессе работы возникают дополнительные задачи и этапы.
- Состояние проекта не поддается оценке, так как объёмы и сроки работ неизвестны ни заранее, ни в процессе работы.

Адаптивное управление кейсами нацелено на оптимизацию работы с кейсами. Его особенностями по сравнению с управлением бизнес-процессами являются:
- ориентация на итоговую цель, а не на пошаговый план;
- отсутствие стандартных схем (регламента) операций;
- учёт «внешних» по отношению к проекту изменений;
- ответственность за проект самого исполнителя.

### Управление проектами
Управление проектами также нацелено на работу с непредсказуемыми проектами, в роли которых могут выступать:
- долгосрочные проекты внедрения новых технологий
- разработка и вывод продукта на рынок
- открытие нового филиала
- строительство торгового центра
- специфичные кейсы в страховых компаниях

Включает набор инструментов для работы с такими проектами. Так, сотрудники, работающие над проектом могут создавать рабочую область для каждого процесса, включающую:
- бизнес-процессы, относящиеся к проекту
- контрольные списки
- календарь проекта
- библиотеку документов
- взаимодействия между участниками проекта
- список вовлеченных людей
- управление бюджетом проекта.

### Управление бизнес-процессами
Управление бизнес-процессами предназначено для относительно небольших и стандартизованных проектов и включает следующие этапы разработки:
1. Выделение основных крупных этапов, последовательность которых заранее известна и фиксирована.
2. Распределение обязанностей, в результате чего на каждом из этапов ответственный за него сотрудник сможет создавать связанные задачи и процессы по ходу выполнения.
3. Доработка и изменение детального плана отдельных этапов.

### Документооборот комитетов
Во многих организациях функционируют коллегиальные органы, в обязанности которых входят решение важных вопросов, одобрение документов, принятие решений, проведение заседаний. Решение документооборот комитетов позволяет автоматизировать все формирования документов, связанных с работой коллегиальных органов, например, создание повестки заседания или утверждение протокола.

### Управление документами
Это решение связано с обработкой конкретных документов организации и включает возможности:
- хранения документов в реестрах
- полнотекстового поиска по всем офисным документам
- бизнес-процессов согласования и рассылки документов
- организации жизненного цикла документов, с помощью специфичных бизнес-процессов

## Возможности
Решения Alvex добавляют в Alfresco следующие возможности:
- Проектирование бизнес-процессов и построение проектов и кейсов.
- Выделение этапов и уровней в бизнес-процессах с возможностью их параллельной реализации.
- Объединение отдельных бизнес-процессов в один глобальный.
- Работа как с фиксированными, так и с гибкими этапами.
- Поддержка динамических процессов, окончательный план которых формируется в ходе работы.
- Отображение состояния работы над проектом в целом и отдельными задачами.
- Области для совместной работы
- Делегирование и замещение — перенаправление конкретных задач.
- Интеграция организационной структуры в бизнес-процессы.
- Загрузка документов для обработки на странице задачи
- Контроль исполнения задач подчиненными для руководителя
- Разграничение прав доступа к бизнес-процессам
- Сквозной документооборот коллегиальных органов
- Согласование, регистрация и рассылка документов